# Dann war mein Leben nicht umsonst – Martin Luther King
Dann war mein Leben nicht umsonst – Martin Luther King ist ein US-amerikanischer Dokumentarfilm aus dem Jahr 1970.

## Handlung
Der Film beschreibt das öffentliche Leben und Wirken des Bürgerrechtlers Martin Luther King. Er beginnt mit dem Montgomery Bus Boycott 1955. Filmaufnahmen zeigen ihn in den frühen 1960er Jahren bei den Freedom Rides. Am 28. August 1963 hält Martin Luther King in Washington seine berühmte Rede (I Have a Dream).
Auch andere Aspekte werden dargestellt. Kings Organisation des gewaltfreien Widerstandes in Chicago und die Demonstrationen von Selma in Alabama werden ebenso dokumentiert wie die Verleihung des Friedensnobelpreises 1964.
Am 4. April 1968 wird Martin Luther King auf dem Balkon des Lorraine Hotels in Memphis, Tennessee, erschossen.

## Kritik
Das Lexikon des internationalen Films bezeichnete den Film als engagiertes Dokument zum Thema Rassendiskriminierung.
Roger Greenspun von der New York Times fand den Film als zu lang auf Grund der zahlreichen Cameo-Auftritte von Stars. Der Rest des Films erreiche hingegen eine schmerzvolle Dichte und Schräge, die selten in solchen Filmen sei.
Die Homepage des Films zitiert einige weitere Kritiken:
- Vielleicht der wichtigste Dokumentarfilm, der je gemacht wurde. - Philadelphia Bulletin
- Eine kraftvolle Erfahrung. Die angehäufte Wirkung der Worte und Aktiones dieses Mannes können nicht unterschätzt werden. - The Christian Science Monitor
- Erinnert uns an die Überzeugung des Geistes, die in den Herzen der Schwachen geweckt werden kann, die Stärken die zu Siegen führen. Bild und Handlung nähern sich der Bedeutsamkeit Kings an. - New York Magazine
- Anders als viele Filme, die die Vergangenheit untersuchen, erinnert uns dieser Film nicht daran, wie weit wir gekommen sind. Er erinnert uns daran, wie weit wir noch gehen müssen. - Chicago Sun-Times
- Ein Stück Geschichte von immenser Stärke. - Los Angeles Times

## Auszeichnungen
1971 wurde der Film in der Kategorie Bester Dokumentarfilm für den Oscar nominiert. 1999 erfolgte die Aufnahme in das National Film Registry.

## Hintergrund
Die Premiere des Films fand am 24. März 1970 in 500 Kinos statt. Die Originalversion dauerte 185 Minuten, die Einnahmen flossen in den Dr. Martin Luther King Special Fund.